# Сельское поселение «Хада-Булакское» (Борзинский район)
Се́льское поселе́ние «Хада-Булакское» — муниципальное образование в Борзинском районе Забайкальского края Российской Федерации.
Административный центр — село Хада-Булак.

## История
Статус и границы сельского поселения установлены Законом Читинской области от 19 мая 2004 года «Об установлении границ, наименований вновь образованных муниципальных образований и наделении их статусом сельского, городского поселения в Читинской области».
Закон Забайкальского края от 25 декабря 2013 года № 922-ЗЗК «О преобразовании и создании некоторых населенных пунктов Забайкальского края»:
Распоряжением Правительства России от 26 февраля 2015 года № 306-Р «О присвоении наименований географическим объектам в Забайкальском крае» селу Малый Хада-Булак присвоено название.

## Население
| 2010 | 2011 | 2012 | 2013 | 2014 | 2015 | 2016 |
| ---- | ---- | ---- | ---- | ---- | ---- | ---- |
| 658  | ↘652 | ↘646 | ↘628 | ↗629 | ↘615 | ↘591 |
| 2017 | 2018 | 2019 | 2020 | 2021 |      |      |
| ↘583 | ↘576 | ↘556 | ↘540 | ↘533 |      |      |

## Состав сельского поселения
| № | Населённый пункт | Тип населённого пункта       | Население |
| - | ---------------- | ---------------------------- | --------- |
| 1 | Малый Хада-Булак | село                         |           |
| 2 | Хада-Булак       | село, административный центр | ↘496      |